# فريد كويمبي
فريد كويمبي (بالإنجليزية: Fred Quimby) (31 يوليو 1886 في منيابولس - 16 سبتمبر 1965 في سانتا مونيكا) كان منتج أفلام أمريكي في شركة مترو غولدوين ماير، أعماله المشهورة عالمياً هي السلسة الكرتونية توم وجيري التي تم إنتاجها بين أعوام 1940 و 1967.

## حياته المهنية
بدأ كويمبي حياته المهنية كصحفي، في عام 1907اشتغل كمدير للسينما في منيابولس ثم عمل كمدير تنفيذي لباثي، ترقى بعدها ليصبح عضو مجلس إدارتها، قبل أن يتركها فيما بعد وكان ذلك عام 1921 ليصبح منتجاً مستقلا. في عام 1924 أصبح يعمل لدى استديوهات فوكس. وفي عام 1927 عمل في شركة مترو غولدوين ماير للرسوم المتحركة وترأس قسم الرسوم المتحركة القصيرة. في عام 1938 اشتغل مع ويليام هانا وجوزيف باربيرا جنباً إلى جنب وأنتجا سلسلة توم وجيري الذي بدأ عرضه لأول مرة عام 1940 والتي من خلالها فاز لعدة مرات بجائزة الأوسكار كأفضل منتج رسوم متحركة قصيرة. في عام 1955 تقاعد كويمبي عن العمل، وواصل كل من ويليام هانا وجوزيف باربيرا إنتاج توم وجيري إلى غاية إغلاق قسم الرسوم المتحركة في شركة مترو غولدوين ماير عام 1957.

## الوفاة
توفي فريد كويمبي في 16 سبتمبر 1965 في سانتا مونيكا، كاليفورنيا.

## روابط خارجية
- فريد كويمبي على موقع IMDb (الإنجليزية)
- فريد كويمبي على موقع إن إن دي بي (الإنجليزية)
- فريد كويمبي على موقع قاعدة بيانات الفيلم (الإنجليزية)